# La Rouquette
La Rouquette (okzitanisch: La Roqueta) ist eine französische Gemeinde mit 774 Einwohnern (Stand: 1. Januar 2022) im Département Aveyron in der Region Okzitanien. Sie gehört zum Arrondissement Villefranche-de-Rouergue und zum Kanton Villefranche-de-Rouergue. Die Einwohner werden Rouquettois und Rouquettoises genannt.

## Geographie
La Rouquette liegt rund 52 Kilometer nordnordwestlich von Albi und etwa 59 Kilometer westsüdwestlich von Rodez. Der Aveyron begrenzt die Gemeinde im Osten. Nachbargemeinden sind Savignac im Norden, Villefranche-de-Rouergue im Norden und Nordosten, Sanvensa im Osten, Monteils im Süden und Südosten, Castanet im Süden und Südwesten sowie Vailhourles im Westen.

## Bevölkerungsentwicklung
| Jahr                      | 1962 | 1968 | 1975 | 1982 | 1990 | 1999 | 2006 | 2013 | 2020 |
| Einwohner                 | 471  | 415  | 434  | 554  | 586  | 626  | 698  | 765  | 770  |
| Quelle: Cassini und INSEE |      |      |      |      |      |      |      |      |      |

## Sehenswürdigkeiten

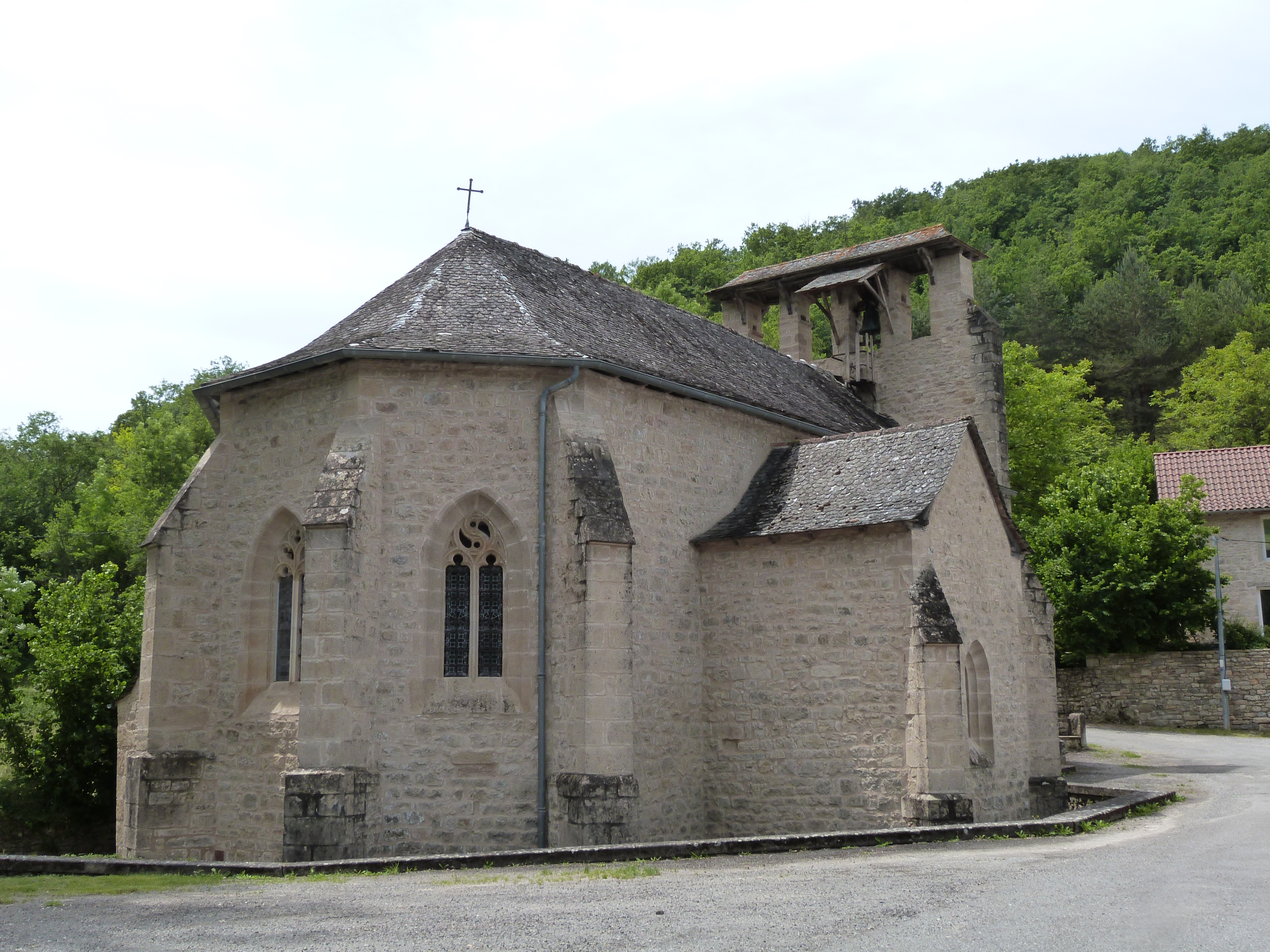
Kirche Saint-Pierre
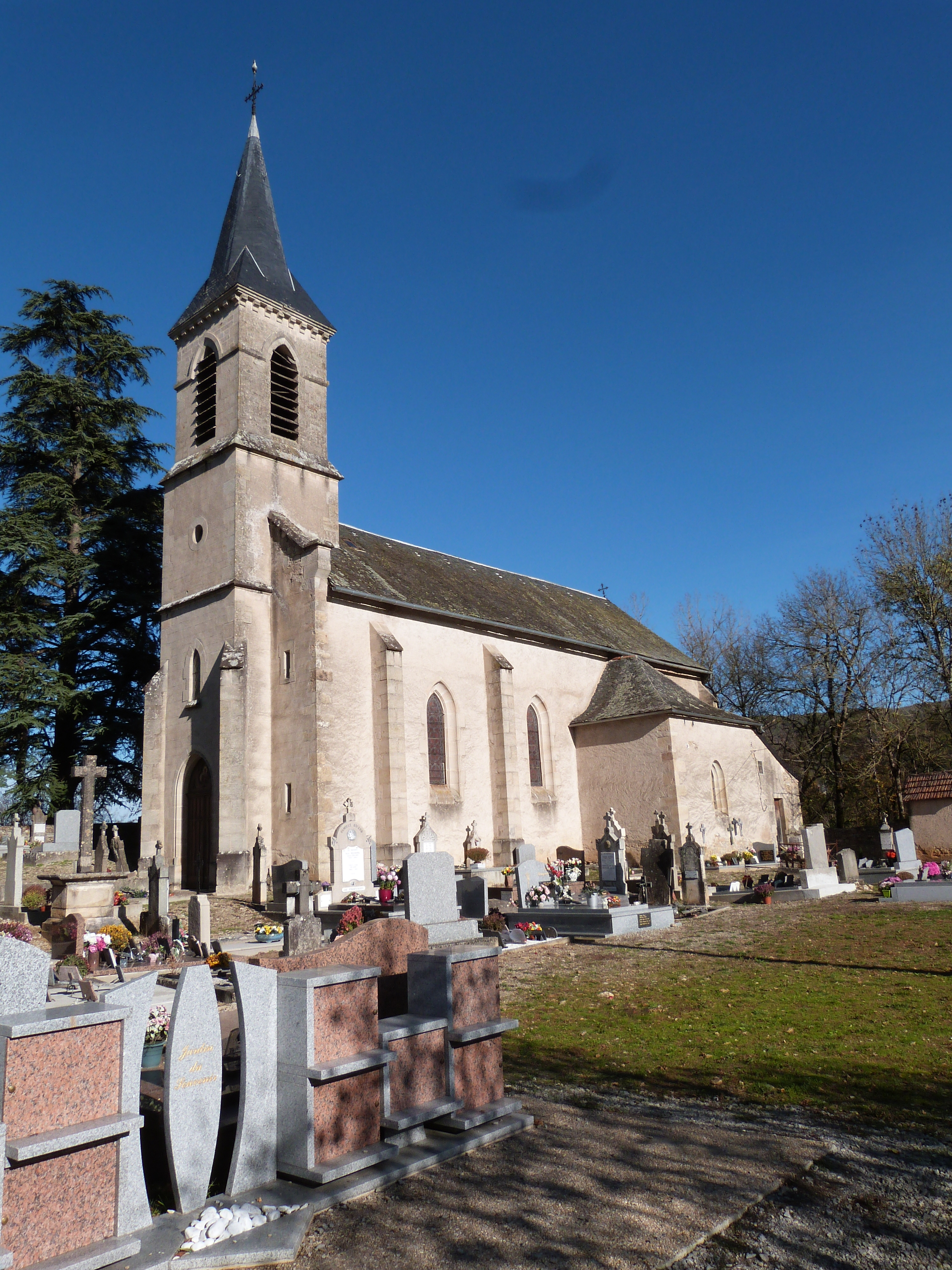
Kirche Saint-Amans im Weiler Orlhonac.
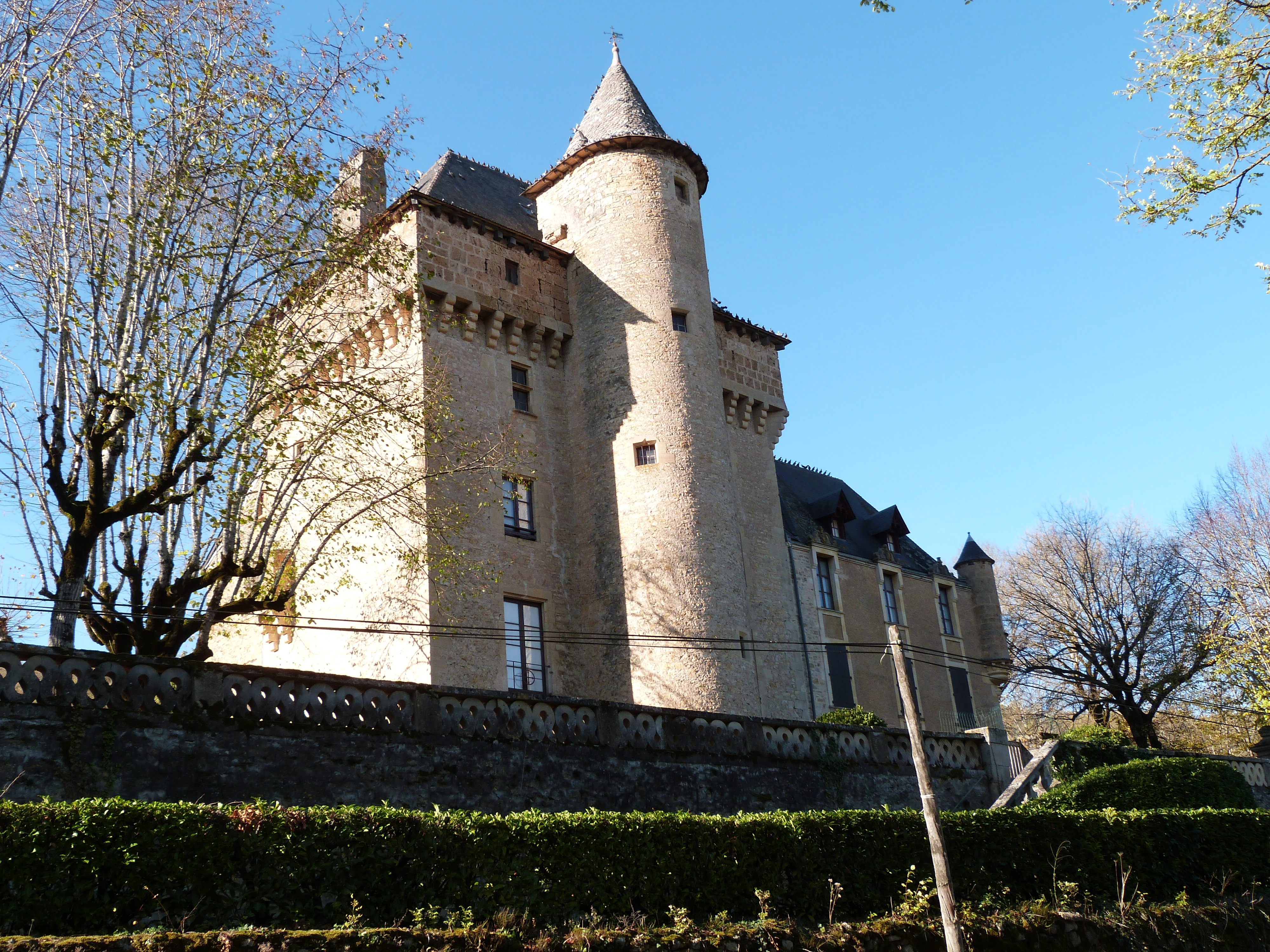
Schloss
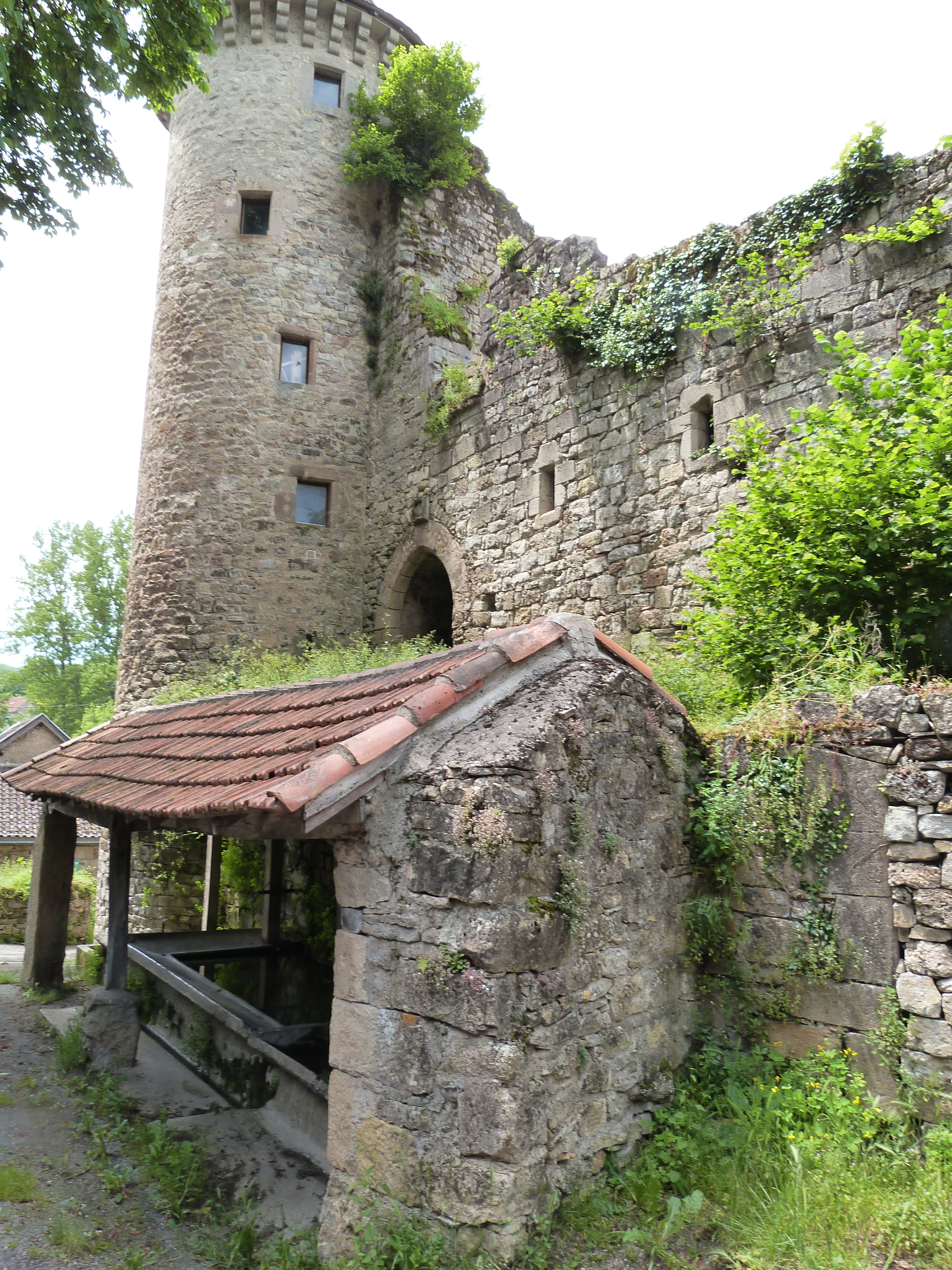
Turm und Reste der Ostfassade der Burgruine

- Schloss in Orlhonac
- Reste der Burg in La Rouquette
- Alte Mühle

- Kirche Saint-Pierre
- Kirche Saint-Aman
- Schloss
- Turm und Reste der Ostfassade der Burgruine